# Freienwill
Freienwill település Németországban, Schleswig-Holstein tartományban. Lakosainak száma 1637 fő (2023. december 31.). Freienwill Tastrup, Hürup, Ausacker, Großsolt, Oeversee és Handewitt községekkel határos.

## Népesség
A település népességének változása:
| Lakosok száma | 1149 | 1604 | 1611 | 1625 | 1642 | 1637 |
|               | 1975 | 2017 | 2019 | 2021 | 2022 | 2023 |